# Diocese de Eluru
A Diocese de Eluru (Latim: Dioecesis Eluruensis) é uma diocese localizada no município de Eluru, no estado de Andra Pradexe, pertencente a Arquidiocese de Visakhapatnam na Índia. Foi fundada em 9 de dezembro de 1976 pelo Papa Paulo VI. Com uma população católica de 376.858 habitantes, sendo 4,0% da população total, possui 121 paróquias com dados de 2020.

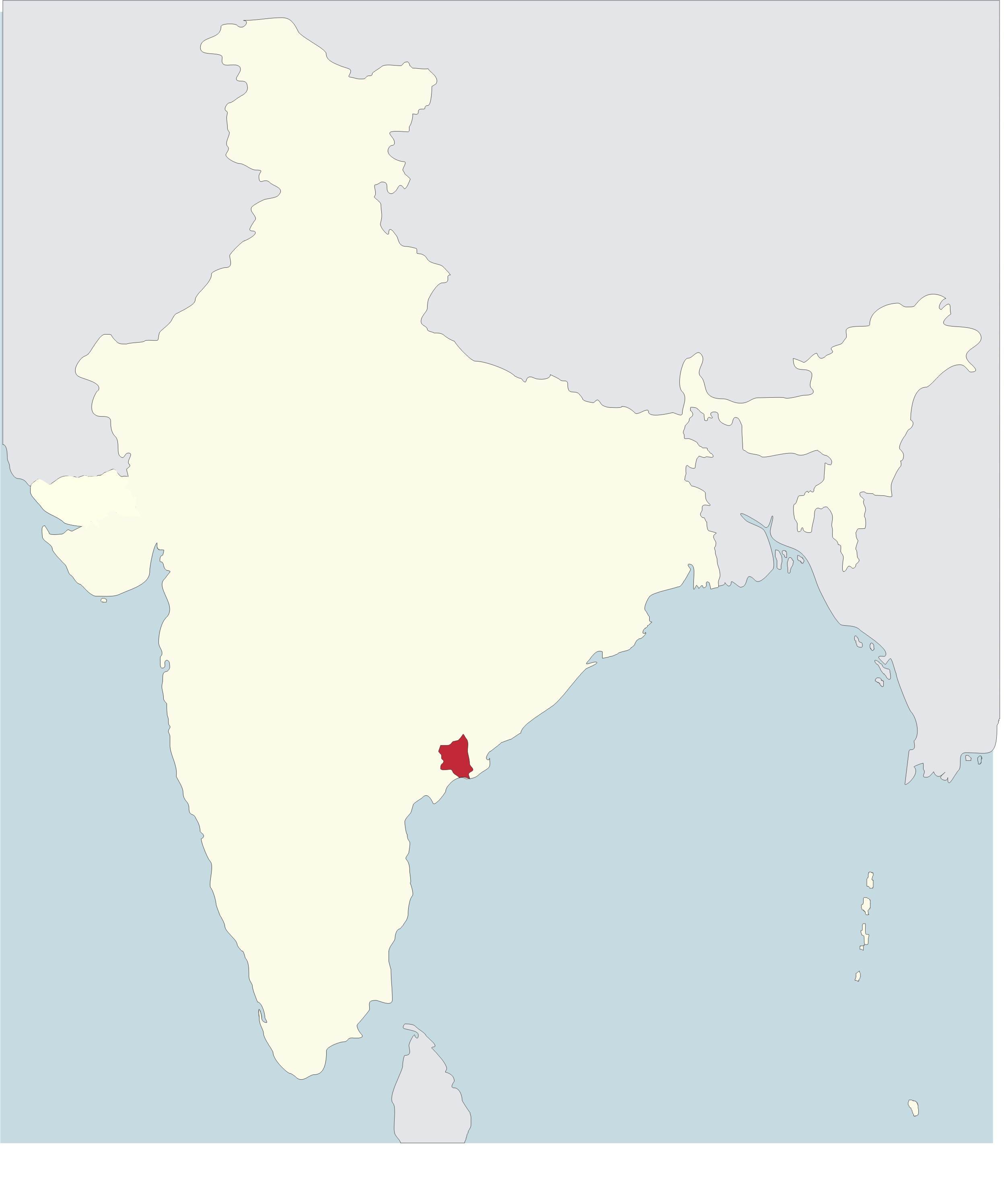
Localização da diocese no mapa

## História
Em 9 de dezembro de 1976 o Papa Paulo VI cria a Diocese de Eluru através do território da Diocese de Vijayawada.

## Lista de bispos
A seguir uma lista de bispos desde a criação da diocese em 1976.
|                          | Nome                 | Período      | Notas            |
| Bispos                   | Bispos               | Bispos       | Bispos           |
| ------------------------ | -------------------- | ------------ | ---------------- |
| 2º                       | Jaya Rao Polimera    | 2013 - atual |                  |
| 1º                       | John Mulagada        | 1973 - 2009  | Faleceu no cargo |
| Administrador apostólico |                      |              |                  |
|                          | Prakash Mallavarapur | 2009 - 2013  |                  |